# Lasse Bredekjær Andersson
Lasse Bredekjær Andersson (* 11. März 1994 in Kopenhagen) ist ein dänischer Handballspieler. Andersson wird zumeist im linken Rückraum eingesetzt.

## Karriere

### Verein
Der 1,96 m große und 102 kg schwere Rechtshänder begann mit dem Handballspiel beim dänischen Verein FIF Håndbold in Kopenhagen. Im Dezember 2012 unterschrieb er bei TMS Ringsted seinen ersten Profi-Vertrag über eineinhalb Jahre. In dieser Spielzeit wurde er auch zum Talent des Jahres gewählt. Ab der Saison 2013/14 lief er für KIF Kolding København in der Håndboldligaen auf. In der EHF Champions League 2013/14 warf er in neun Spielen 33 Tore und qualifizierte sich für das Achtelfinale. Im Sommer 2016 wechselte er zum spanischen Verein FC Barcelona. Seit dem Sommer 2020 läuft er für den deutschen Bundesligisten Füchse Berlin auf. Der Vertrag wurde im September 2024 bis 2027 verlängert. Mit den Füchsen gewann er die EHF European League 2022/23. Den DHB-Supercup 2024 konnte er mit den Füchsen mit 32:30 gegen den SC Magdeburg gewinnen, Andersson erzielte 8 Tore und wurde zum MVP des Spiels ausgezeichnet. In der Saison 2024/25 gewann er mit den Füchsen den ersten Meistertitel der Vereinsgeschichte. In der EHF Champions League 2024/25 erreichte er mit Berlin erstmals das Endspiel, in dem man dem SC Magdeburg mit 26:32 unterlag, Andersson wurde mit 115 Toren drittbester Torschütze des Wettbewerbs.

### Nationalmannschaft
Mit der dänischen Jugend-Nationalmannschaft gewann er Bronze bei der U-18-Europameisterschaft 2012. Bei der Weltmeisterschaft 2021 in Ägypten gewann er mit der dänischen A-Nationalmannschaft die Goldmedaille. Mit Dänemark gewann er bei den Olympischen Spielen in Tokio die Silbermedaille. Bei der Europameisterschaft 2022 gewann er mit Dänemark die Bronzemedaille. Bei der Weltmeisterschaft 2023 stand er im erweiterten Aufgebot. Bei den Olympischen Spielen 2024, bei denen Lasse Bredekjær Andersson in einem Spiel eingesetzt wurde, gewann er die Goldmedaille. Bei der Weltmeisterschaft 2025 warf er 25 Tore in acht Partien und wurde mit dem Team erneut Weltmeister.

## Bundesligabilanz
| Saison  | Verein        | Spielklasse | Spiele | Tore | 7-Meter | Feldtore |
| ------- | ------------- | ----------- | ------ | ---- | ------- | -------- |
| 2020/21 | Füchse Berlin | Bundesliga  | 37     | 137  | 1       | 136      |
| 2021/22 | Füchse Berlin | Bundesliga  | 34     | 127  | 0       | 127      |
| 2022/23 | Füchse Berlin | Bundesliga  | 28     | 111  | 0       | 111      |
| 2023/24 | Füchse Berlin | Bundesliga  | 34     | 207  | 0       | 207      |
| 2024/25 | Füchse Berlin | Bundesliga  | 32     | 166  | 0       | 166      |
| 2020–   | gesamt        | Bundesliga  | 165    | 748  | 1       | 747      |

## Erfolge
- mit KIF Kolding
  - dänischer Meister 2014, 2015
  - dänischer Pokalsieger 2013

- mit FC Barcelona
  - spanischer Meister 2017, 2018, 2019, 2020
  - spanischer Pokalsieger 2017, 2018, 2019, 2020
  - Copa de España 2017, 2018, 2019, 2020
  - Supercopa 2017, 2018, 2019, 2020
  - IHF Super Globe 2017, 2018, 2019

- mit Füchse Berlin
  - deutscher Meister 2025
  - DHB-Supercup 2024
  - EHF-European-League-Sieger 2023

- mit Dänemark
  - Weltmeister 2021, 2025
  - Gold bei den Olympischen Spielen 2024
  - Silber bei den Olympischen Spielen 2020
  - Bronze bei der Europameisterschaft 2022
  - Bronze bei der U-18-Europameisterschaft 2012

- Auszeichnungen
  - Talent des Jahres 2012/13 in Dänemark
  - MVP DHB-Supercup 2024

## Sonstiges
Sein Bruder Nicolaj Bredekjær Andersson ist als Handballtrainer tätig.